# Mumins wundersame Inselabenteuer
Mumins wundersame Inselabenteuer (Originaltitel: Pappan och havet „Der Papa und das Meer“) ist das achte der Mumin-Bücher der finnlandschwedischen Schriftstellerin Tove Jansson. Es erschien 1965.

## Handlung
Der Muminvater beschließt, mit seiner Familie auf eine einsame Insel zu ziehen. Mit der Muminmutter, Mumin und der kleinen Mü segelt er auf eine Insel, um dort ein neues Leben als Leuchtturmwärter zu beginnen. Außer den Mumins bewohnt die Insel nur ein scheuer und wortkarger Fischer. Die Familie richtet sich im Leuchtturm ein. Die Muminmutter ist unglücklich und vermisst ihr Haus und ihren Garten, versucht aber so gut sie kann, das gewohnte Familienleben aufrechtzuerhalten. Die kleine Mü erkundet unabhängig die Insel. Der Muminvater versucht vergeblich, den Leuchtturm wieder in Betrieb zu nehmen. Auch seine Versuche, durch Fischen die Familie zu ernähren, sind zunächst wenig ertragreich, und der Muminvater ist zunehmend frustriert von seinen Misserfolgen. Währenddessen flüchtet sich die Muminmutter in die Traumwelt des Mumintals, das sie an die Innenwände des Leuchtturms gemalt hat, bis sie schließlich für längere Zeit in dem Gemälde verschwindet. Auch Mumin wird zunehmend unabhängig von seiner Familie. Er flieht vor der bedrückenden Atmosphäre im Leuchtturm und entdeckt eine Lichtung, in der er sich seine eigene Wohnung einrichtet. Er versucht, Kontakt zu den Seepferdchen aufzunehmen, die er nachts beim Spielen beobachtet. Er entwickelt außerdem eine eigenartige Beziehung zur Morra – dem einzigen angsteinflößenden Wesen des Mumintals, das Kälte und Einsamkeit verkörpert und den Mumins auf die Insel gefolgt ist. Mumin bringt ihr jede Nacht eine Laterne, da sie sich zu Licht hingezogen fühlt, und verliert langsam seine Angst vor ihr. Als Mumin das Petroleum ausgeht, besucht er die Morra trotzdem. Durch Mumins Furchtlosigkeit und Zuwendung verliert die Morra ihre angsteinflößenden Eigenschaften und ist nun weniger kalt und unglücklich. Die Insel, deren Flora und Fauna unter der Morra gelitten hat, kann sich nun wieder beruhigen. Für die Muminfamilie geht es nun wieder aufwärts. Der Muminvater hat Erfolg beim Fischen, und das Heimweh der Muminmutter lässt nach. Als ein schwerer Herbststurm die Insel verwüstet, rettet die Familie den Fischer. Es stellt sich heraus, dass er der frühere Leuchtturmwärter ist, der durch die Einsamkeit wunderlich geworden war, nun aber durch die Freundlichkeit der Muminfamilie in seine lange verdrängte Rolle zurückfindet. Er zieht mit den Mumins in den Leuchtturm ein und bringt das Leuchtfeuer wieder in Gang.

## Figuren
Die Figuren sind in diesem Buch wieder auf die Kernfamilie der Mumins reduziert, einschließlich der kleinen Mü, die von der Muminfamilie adoptiert wurde. Die kleine Mü setzt der optimistischen Weltsicht der Mumins eine realistische, teils schmerzhaft ehrliche Außenperspektive entgegen. Die Morra folgt den Mumins auf die Insel und tritt mehrmals gegenüber Mumin in Erscheinung. Alle weiteren Hauptfiguren der Mumin-Reihe kommen in diesem Buch nicht vor. Einige von ihnen bilden den Kern der zeitgleich stattfindenden Handlung von Herbst im Mumintal. Die einzige weitere Inselbewohner ist der Leuchtturmwärter, der erst zum Schluss seine wahre Rolle einnimmt. Gewissermaßen wird die Insel selbst als Figur behandelt. Ihr werden ein Lebenszyklus aus Schlafen und Wachen sowie Gefühle und Gedanken zugeschrieben, und die Mumins stehen in einem ständigen Austausch mit dem Wesen der Insel.

## Themen
Zentrale Themen des Buches sind das Besiegen von Ängsten und das Finden der eigenen Unabhängigkeit. Mumin hat erstmals Geheimnisse vor seinen Eltern und beginnt, für sich selbst zu sorgen. Auch die Muminmutter kümmert sich nicht mehr ausschließlich um ihre Familie, sondern geht ihren eigenen Interessen nach. Zum ersten Mal in den Mumin-Büchern wird sie nicht durch die Augen Mumins gesehen, sondern als eigenständige Person mit eigenen Bedürfnissen. Durch die Abgeschiedenheit treten in der Muminfamilie erstmals Konflikte zutage. Alle Familienmitglieder müssen ihr Verhältnis zu den anderen reflektieren. Insbesondere der Muminvater muss seine patriarchale Einstellung zu seiner Familie überdenken.
Die Beziehung der Mumineltern spiegelt die Beziehung zwischen Tove Janssons Eltern wider. Auch Janssons Mutter Signe Hammarsten-Jansson stellte ihre eigenen Pläne hinter die ihres Ehemannes zurück. Wie die Muminmutter, die aus Heimweh die Landschaft und Vegetation des Mumintals zu malen beginnt, vermisste auch Janssons Mutter zeitlebens ihre Heimat in Schweden, nachdem sie mit ihrer Familie nach Helsinki gezogen war. Signe Hammarsten-Jansson teilte nach der Lektüre des Manuskripts ihrer Tochter mit, sie erkenne ihre eigene Ehe in dem Buch wieder.
In diesem Buch, das „einem Vater“ gewidmet ist, verarbeitete Jansson auch die Trauer um ihren Vater Viktor Jansson, der einige Jahre zuvor gestorben war. Der Muminvater ist die treibende Kraft hinter der Haupthandlung des Buches. In der schwedischen Originalfassung stellte auch der Titel Pappan och havet (Der Vater und das Meer) den Muminvater in den Mittelpunkt, was für die deutsche Übersetzung allerdings nicht übernommen wurde.
Trotz der zeitweise bedrückenden Stimmung hat das Buch humorvolle Momente und ein vorsichtig positives Ende. Die spätestens seit Winter im Mumintal geführte Diskussion, ob die Mumin-Bücher Kinder- oder Erwachsenenliteratur seien, setzte sich um dieses Buch fort. Es wurde in Rezensionen zwar weitgehend als Kinderbuch besprochen, mitunter wurde es aber sogar als für Kinder ungeeignet eingestuft.

## Handlungsort
Eine ganzseitige Zeichnung im Buch zeigt eine Ansicht der Insel in Vogelperspektive mit der Legende Finnische Bucht. Auf einem Banner in der rechten oberen Ecke sind die Koordinaten 60°7’12″N und 25°45’50″O vermerkt. Diese Stelle im Meer liegt in der Nähe der Leuchtturminsel Söderskär und der Insel Klovharu, auf der Tove Jansson seit den 1960er Jahren die Sommermonate verbrachte. Der Leuchtturm Söderskär soll die Inspiration für den Turm im Buch gewesen sein.

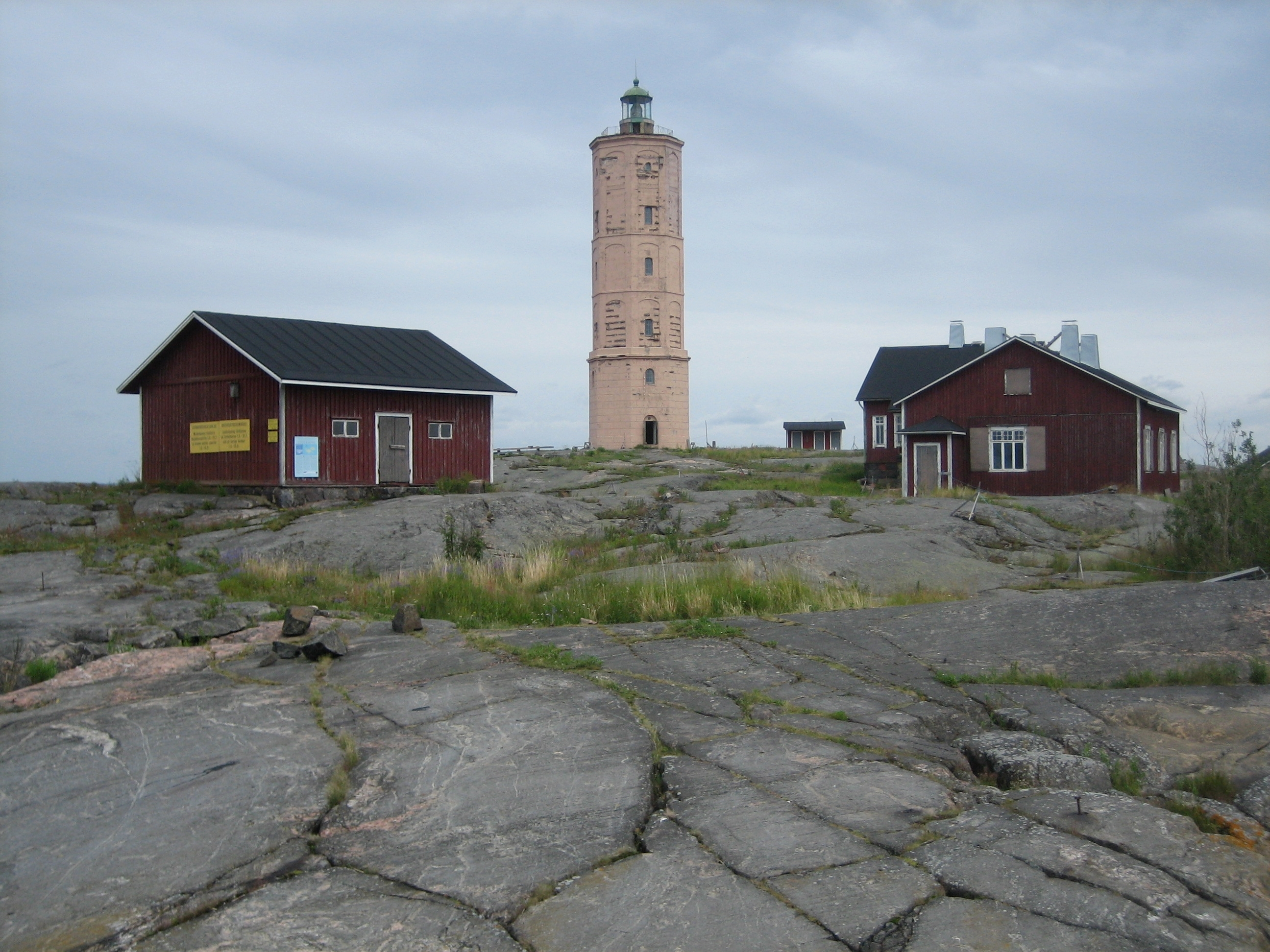
Söderskär
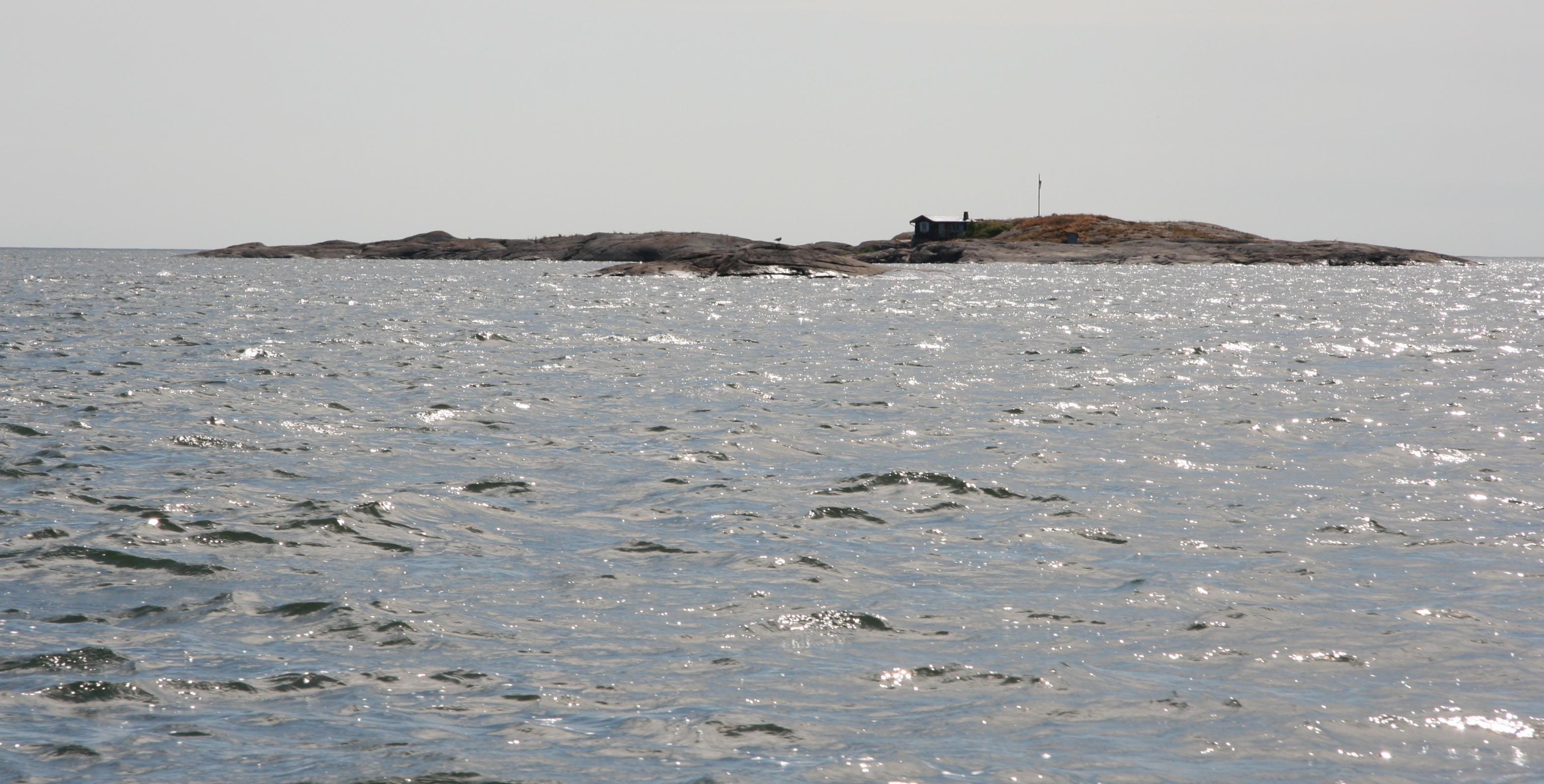
Klovharu

## Publikationsgeschichte
Während das Buch in der Originalfassung der achte Band war, erschien es in Deutschland 1970 als siebter Band in einer Übersetzung von Dorothea Bjelfvenstam. Gemeinsam mit Geschichten aus dem Mumintal erschien es auch in einer Doppelausgabe unter dem Titel Das große Muminbuch. Eine Neuübersetzung von Birgitta Kicherer erschien 2003.

## Auszeichnungen
Beim 16. Internationalen Literaturfestival Berlin wählte Håkon Øvreås Mumins wundersame Inselabenteuer für die Auszeichnung Das außergewöhnliche Buch aus.

## Adaptionen
Mumins wundersame Inselabenteuer diente als Grundlage für die 25. Folge der polnisch-österreichischen Stop-Motion-Serie Die Mumins sowie für die 25. und 26. Folge der japanischen Animations-Serie Mumins.
Eine Hörspielbearbeitung von H. G. Francis unter der Regie von Heikedine Körting erschien beim Label Europa.